# Llista de monuments de la Selva del Camp
Llista de monuments de la Selva del Camp inclosos en l'Inventari del Patrimoni Arquitectònic Català per al municipi de la Selva del Camp (Baix Camp). Inclou els inscrits en el Registre de Béns Culturals d'Interès Nacional (BCIN) amb la classificació de monuments històrics i els Béns Culturals d'Interès Local (BCIL) de caràcter arquitectònic.
| Monument                                                                               | Protecció    | Estil/època                                 | Localització                                                                            | Coordenades                                          | Codi?         | Imatge |
| -------------------------------------------------------------------------------------- | ------------ | ------------------------------------------- | --------------------------------------------------------------------------------------- | ---------------------------------------------------- | ------------- | --- |
| Torres de la muralla i muralla de Sant Rafel, muralla de la Selva del Camp             | BCIN 1552-MH | XII-XVII                                    | La Selva del Camp                                                                       | 41° 12′ 58″ N, 1° 08′ 17″ E / 41.216066°N,1.138088°E | RI-51-0006728 | Torres de la muralla i muralla de Sant Rafel (la Selva del Camp) · Vegeu més fotos d'aquest monument · Carregueu una nova foto d'aquest monument      |
| Castell de la Selva del Camp, Castell del Paborde                                      | BCIN 3825-MH | Medieval                                    | La Selva del Camp Pl. de Sant Andreu                                                    | 41° 12′ 59″ N, 1° 08′ 09″ E / 41.216459°N,1.135826°E | RI-51-0008218 | Castell de la Selva (la Selva del Camp) · Vegeu més fotos d'aquest monument · Carregueu una nova foto d'aquest monument                               |
| Centre històric de la Selva del Camp                                                   | BCIL 1982    | Obra popular                                | La Selva del Camp                                                                       | 41° 12′ 54″ N, 1° 08′ 16″ E / 41.214866°N,1.137690°E | IPA-9683      | Centre històric de la Selva del Camp · Vegeu més fotos d'aquest monument · Carregueu una nova foto d'aquest monument                                  |
| Església de Santa Llúcia i Sant Jaume                                                  | BCIL 1982    | Gòtic XIV, XIX                              | La Selva del Camp C. de l'Hospital, 14                                                  | 41° 12′ 54″ N, 1° 08′ 21″ E / 41.214949°N,1.139050°E | IPA-9685      | Església de Santa Llúcia i Sant Jaume (la Selva del Camp) · Vegeu més fotos d'aquest monument · Carregueu una nova foto d'aquest monument             |
| Convent de Sant Rafael, o Església de les Filles de Sant Vicenç de Paül, de Carmelites | BCIL 1982    | Barroc XVII                                 | La Selva del Camp Raval de Sant Rafael, 19                                              | 41° 12′ 47″ N, 1° 08′ 10″ E / 41.212970°N,1.136186°E | IPA-9686      | Convent de Sant Rafael (la Selva del Camp) · Vegeu més fotos d'aquest monument · Carregueu una nova foto d'aquest monument                            |
| Casa de la Vila, o Casa dels Montserrat                                                | BCIL 1982    | Gòtic-renaixement XVI                       | La Selva del Camp Pl. Major, 4                                                          | 41° 12′ 55″ N, 1° 08′ 13″ E / 41.215157°N,1.136964°E | IPA-9687      | Casa de la Vila (la Selva del Camp) · Vegeu més fotos d'aquest monument · Carregueu una nova foto d'aquest monument                                   |
| Església de Sant Pau                                                                   | BCIL 1982    | Gòtic tardà XIV                             | La Selva del Camp Camí de Sant Pau, 21                                                  | 41° 13′ 02″ N, 1° 08′ 06″ E / 41.21715°N,1.13508°E   | IPA-9688      | Església de Sant Pau (la Selva del Camp) · Vegeu més fotos d'aquest monument · Carregueu una nova foto d'aquest monument                              |
| Convent de les Claretianes, o Església de Sant Agustí                                  | BCIL 1982    | Renaixement XVI                             | La Selva del Camp Pl. Portal d'Avall                                                    | 41° 12′ 49″ N, 1° 08′ 20″ E / 41.21367°N,1.13888°E   | IPA-9689      | Convent de les Claretianes (la Selva del Camp) · Vegeu més fotos d'aquest monument · Carregueu una nova foto d'aquest monument                        |
| El Pont Alt, el Pont Major o el Panal                                                  | BCIL 1982    | Obra popular XIV, XVI                       | La Selva del Camp Riera de la Selva                                                     | 41° 13′ 33″ N, 1° 06′ 53″ E / 41.225928°N,1.114710°E | IPA-9690      | El Pont Alt (la Selva del Camp) · Vegeu més fotos d'aquest monument · Carregueu una nova foto d'aquest monument                                       |
| La Resclosa, o el Pantà                                                                | BCIL 1982    | Obra popular XVIII                          | La Selva del Camp Riera de la Selva                                                     | 41° 13′ 40″ N, 1° 06′ 46″ E / 41.227781°N,1.112904°E | IPA-9691      | La Resclosa (la Selva del Camp) · Vegeu més fotos d'aquest monument · Carregueu una nova foto d'aquest monument                                       |
| Molí del Mas de Moixó                                                                  | BCIL 1982    | Obra popular Medieval-XIII                  | La Selva del Camp Partida del Mas Ripoll                                                | 41° 13′ 53″ N, 1° 06′ 07″ E / 41.2315°N,1.10198°E    | IPA-9692      | Carregueu una nova foto d'aquest monument |
| Santuari de Paretdelgada, o Ermita de la Mare de Déu de Paretdelgada                   | BCIL 1982    | Gòtic, renaixement, barroc XIII, XVI, XVIII | La Selva del Camp Ctra. de la Selva a Vilallonga, km 2                                  | 41° 12′ 49″ N, 1° 10′ 31″ E / 41.21366°N,1.17539°E   | IPA-9694      | Santuari de Paretdelgada (la Selva del Camp) · Vegeu més fotos d'aquest monument · Carregueu una nova foto d'aquest monument                          |
| Mas d'Alimbau                                                                          |              | Noucentisme XX                              | La Selva del Camp Partida del Mas d'Alimbau                                             | 41° 12′ 46″ N, 1° 05′ 59″ E / 41.212659°N,1.099688°E | IPA-9695      | Carregueu una nova foto d'aquest monument |
| Mas dels Casaments, o Mas de Xammar                                                    |              | Noucentisme XX                              | La Selva del Camp Partida del Camí de l'Horta                                           | 41° 12′ 12″ N, 1° 09′ 40″ E / 41.20337°N,1.16116°E   | IPA-9696      | Carregueu una nova foto d'aquest monument |
| Mas del Mestret                                                                        |              | XX                                          | La Selva del Camp Partida de Bertran                                                    | 41° 12′ 12″ N, 1° 08′ 48″ E / 41.20341°N,1.14663°E   | IPA-9697      | Carregueu una nova foto d'aquest monument |
| Mas del Metge                                                                          |              | Noucentisme XIX                             | La Selva del Camp Partida de Mas Bertran                                                | 41° 13′ 08″ N, 1° 10′ 19″ E / 41.219°N,1.17189°E     | IPA-9698      | Carregueu una nova foto d'aquest monument |
| Mas de Sant Josep                                                                      |              | Obra popular XVIII                          | La Selva del Camp Vall de la Selva                                                      | 41° 13′ 43″ N, 1° 05′ 31″ E / 41.22873°N,1.09191°E   | IPA-9699      | Carregueu una nova foto d'aquest monument |
| Mas del Víctor                                                                         |              | Neoclassicisme-romàntic XIX                 | La Selva del Camp Partida de la Riera Gran                                              | 41° 11′ 10″ N, 1° 09′ 14″ E / 41.18615°N,1.15379°E   | IPA-9700      | Carregueu una nova foto d'aquest monument |
| Els Ponts del Portal de Més Amunt                                                      | BCIL 1982    | Obra popular XVI                            | La Selva del Camp Raval de Sant Rafael                                                  | 41° 12′ 57″ N, 1° 08′ 07″ E / 41.215943°N,1.135258°E | IPA-9701      | Els Ponts del Portal de Més Amunt (la Selva del Camp) · Vegeu més fotos d'aquest monument · Carregueu una nova foto d'aquest monument                 |
| Església parroquial de Sant Andreu                                                     | BCIL 1982    | Renaixement XVI                             | La Selva del Camp Placeta de Sant Andreu                                                | 41° 12′ 57″ N, 1° 08′ 10″ E / 41.21575°N,1.13613°E   | IPA-9702      | Església parroquial de Sant Andreu (la Selva del Camp) · Vegeu més fotos d'aquest monument · Carregueu una nova foto d'aquest monument                |
| Creu de terme del camí de Tarragona                                                    |              | XVI                                         | La Selva del Camp Antiga cruïlla del camí de Tarragona i la ctra. vella de Reus i Salou | 41° 12′ 38″ N, 1° 08′ 26″ E / 41.21048°N,1.14048°E   | IPA-30753     | Creu de terme del camí de Tarragona (la Selva del Camp) · Vegeu més fotos d'aquest monument · Carregueu una nova foto d'aquest monument               |
| Creu de terme Blanca o Creu dels Peus Llevats                                          |              | Barroc XVII                                 | La Selva del Camp Camí de Sta. Maria de Paretdelgada, actual TV-7223                    | 41° 12′ 55″ N, 1° 10′ 07″ E / 41.21538°N,1.16869°E   | IPA-30763     | Creu de terme Blanca (la Selva del Camp) · Vegeu més fotos d'aquest monument · Carregueu una nova foto d'aquest monument                              |
| Creu de terme coberta                                                                  |              | Gòtic XIII                                  | La Selva del Camp Antiga cruïlla crta. vella d'Alcover al Santuari de Paretdelgada      | 41° 12′ 58″ N, 1° 08′ 39″ E / 41.216015°N,1.144083°E | IPA-30765     | Creu de terme coberta (la Selva del Camp) · Vegeu més fotos d'aquest monument · Carregueu una nova foto d'aquest monument                             |
| Aqüeducte o el Pont Sec                                                                |              | Obra popular                                | La Selva del Camp                                                                       | 41° 13′ 40″ N, 1° 06′ 46″ E / 41.22777°N,1.11277°E   | IPA-36870     | Aqüeducte (la Selva del Camp) · Vegeu més fotos d'aquest monument · Carregueu una nova foto d'aquest monument                                         |
| Ermita de Sant Pere del Puig                                                           |              | Obra popular XX                             | La Selva del Camp Falda de la muntanya de Puig d'Encama                                 | 41° 13′ 02″ N, 1° 07′ 01″ E / 41.21733°N,1.11697°E   | IPA-38422     | Ermita de Sant Pere del Puig (la Selva del Camp) · Vegeu més fotos d'aquest monument · Carregueu una nova foto d'aquest monument                      |
| Escut del Convent de les Claretianes                                                   |              | Renaixement XVI                             | La Selva del Camp Pl. Portal d'Avall                                                    | 41° 12′ 50″ N, 1° 08′ 21″ E / 41.21386°N,1.13907°E   | IPA-38423     | Escut del Convent de les Claretianes (la Selva del Camp) · Vegeu més fotos d'aquest monument · Carregueu una nova foto d'aquest monument              |
| Escut del Santuari de Santa Maria de Paretdelgada                                      |              | Renaixement XVI                             | La Selva del Camp Ctra. de la Selva a Vilallonga, km 2                                  | 41° 12′ 49″ N, 1° 10′ 31″ E / 41.21368°N,1.17517°E   | IPA-38424     | Escut del Santuari de Santa Maria de Paretdelgada (la Selva del Camp) · Vegeu més fotos d'aquest monument · Carregueu una nova foto d'aquest monument |
| Defensa Agrària                                                                        | BCIL 2009    | XX Inici                                    | La Selva del Camp Av. Puig i Ferrater, 2                                                | 41° 12′ 49″ N, 1° 08′ 22″ E / 41.21356°N,1.13956°E   | IPA-38436     | Defensa Agrària (la Selva del Camp) · Vegeu més fotos d'aquest monument · Carregueu una nova foto d'aquest monument                                   |
| Mas Passamaner                                                                         |              | Modernisme XX (1922)                        | La Selva del Camp Camí de la Serra, 52                                                  | 41° 11′ 12″ N, 1° 09′ 36″ E / 41.18665°N,1.15993°E   | IPA-38445     | Mas Passamaner (la Selva del Camp) · Vegeu més fotos d'aquest monument · Carregueu una nova foto d'aquest monument                                    |
| Molí del Pont                                                                          |              | Obra popular                                | La Selva del Camp Riera - Lo Pont Alt                                                   |                                                      | IPA-43782     | Carregueu una nova foto d'aquest monument |
| Molí del Rovellat                                                                      |              | Medieval, XIX                               | La Selva del Camp Cruïlla camí dels Molins amb camí Vell de la Selva                    | 41° 12′ 58″ N, 1° 08′ 01″ E / 41.216065°N,1.133598°E | IPA-43807     | Molí del Rovellat (la Selva del Camp) · Vegeu més fotos d'aquest monument · Carregueu una nova foto d'aquest monument                                 |